# Aeschynomene gazensis
Aeschynomene gazensis är en ärtväxtart som beskrevs av Baker f. Aeschynomene gazensis ingår i släktet Aeschynomene och familjen ärtväxter. Inga underarter finns listade i Catalogue of Life.